# Càntic futbolístic
Un càntic futbolístic o cant de graderia és una cançó o cant que sol cantar-se als partits de futbol per part dels aficionats. El cant del futbol és una expressió de la identitat col·lectiva, que sovint s'utilitza pels aficionats per expressar el seu orgull per l'equip o animar l'equip de casa, i es pot cantar per celebrar un jugador o entrenador en particular. Els aficionats també poden utilitzar càntics de futbol per intimidar els càntics de l'afició rival i molts aficionats canten cançons sobre els rivals del seu club, fins i tot quan no els juguen. De vegades, els càntics són reaccions espontànies a esdeveniments al terreny de joc.
Els cants de futbol poden ser simples, que consisteixen en uns quants crits forts, però amb més freqüència són línies curtes de lletres i, de vegades, cançons més llargues. Normalment es realitzen de manera repetitiva, de vegades acompanyades de palmes, però de vegades poden ser més elaborats amb instruments musicals, accessoris o rutines coreografiades. Sovint són adaptacions de cançons populars, utilitzant les melodies com a base dels cants, però algunes són originals.
Se sap que els cants de futbol han sigut utilitzats pels aficionats des de finals del segle xix, però es van convertir en les formes populars actuals als anys seixanta. Els càntics sobre el futbol poden ser històrics, ja que es van començar a cantar popularment els anys en la formació del club i es van considerar els himnes d'aquells equips. També poden ser populars durant relativament poc temps, amb nous cants que es creen i descarten constantment. La tradició dels cants de futbol varia d'un país a un altre i d'un equip a l'altre, però alguns cants són comuns a molts clubs i populars a nivell internacional. Els cants de futbol es poden considerar una de les darreres fonts de la tradició de la cançó popular oral.

## Història
Els cants de futbol es poden considerar exemples moderns de contes tradicionals i cançons populars. Segons el cantant folk Martin Carthy, els cants de futbol són l'encarnació que sobreviu d'una tradició popular orgànica viva. També és una expressió pública única de la identitat col·lectiva, i els cants de futbol es poden veure com a exemples moderns de la tradició popular blason popular on un grup vocalitza la seua identitat i la seua rivalitat contra un altre grup.

### Primers cants
Les participacions dels aficionats al futbol es van produir en forma de crits, cants i cançons al segle xix. Se sabia que els crits de guerra eren utilitzats pels aficionats al futbol des de la dècada del 1880, amb els primers testimonis registrats a Escòcia després de la final de la Copa Escocesa del 1887. La primera cançó coneguda que fa referència al futbol, The Dooley Fitba' Club més tard coneguda com Fitba' Crazy, també va ser escrita a la dècada del 1880 per James Curran, tot i que estava pensada per al music hall més que per a ser cantada en un partit de futbol. També hi ha constància que a la dècada de 1890 els aficionats del Sheffield United havien adoptat una cançó del music hall, els Rowdy Dowdy Boys, mentre que els aficionats del Southampton cantaven Yi! Yi! Yi!, càntic basat en un crit de guerra. D'altra banda, els aficionats del Blackburn Rovers cantaren Ja hem guanyat la copa, moltes vegades; abans del partit de la final de la FA Cup de 1891 contra el Notts County. El compositor Sir Edward Elgar va escriure una cançó de futbol en honor del davanter del Wolverhampton Wanderers FC, Billy Malpass, després de presenciar un partit el febrer de 1898 entre Wolves i Stoke City. No obstant això, l'himne que va escriure, He Banged The Leather For Goal, mai va ser popular entre els aficionats.
La cançó de futbol més antiga del món que encara es fa servir actualment pot ser On the Ball, City, una cançó que es creu composta a la dècada del 1890 per Albert T Smith, que es va convertir en directiu del Norwich City quan es va fundar el club. el 1902. La cançó va ser adoptada pels aficionats del club i encara la canten els aficionats de Norwich. La cançó pot tenir el seu origen en el sistema de l'escola pública, ja que el club estava vinculat a ells, mentre que d'altres tenen vincles amb el music hall de la classe treballadora. Altres cants de futbol primigenis que encara es canten avui dia inclouen Pompey Chimes o Play up, Pompey cantat pels aficionats del Portsmouth des de la dècada del 1920 (es creu que una forma primerenca es va cantar al terreny de Fratton Park el 1899, per tant, és possiblement més antiga que On the Ball, City), i Blaydon Races, una cançó popular de Tyneside del 1862, que va ser adoptada pels aficionats del Newcastle United als anys trenta. Algunes de les cançons cantades al camp de futbol durant la dècada de 1920 es van modificar a partir de les cançons populars de music hall, per exemple Kick, Kick, Kick, Kick, Kick it de Chick, Chick, Chick, Chick, Chicken, i Keep the Forwards Scoring de Keep the Home Fires Burning. També es van escoltar cants que feien referència a jugadors; per exemple, Give it to Ballie cantat pels aficionats del Swansea en referència al nom d'un jugador, Billy Ball, que va jugar al club el 1912-1920.
Els càntics de futbol dels primers anys eren específics per a cada club i, en general, tenien un to amable o alegre. Tanmateix, cançons amb matisos sectaris ja s'havien cantat en els partits entre Rangers i Celtic des dels anys vint, que es van tornar més obertament confrontacionals en dècades posteriors, cosa que plantejava la possibilitat que el sectarisme pogués haver sigut l'origen de cantar en els partits de futbol. Els aficionats inicials també tenien un repertori limitat de cants, que es tornen més variats a mesura que es va afavorir el cant mitjançant l'ús de fanfares abans dels jocs i el moviment de cant comunitari que va sorgir a la dècada del 1920 (la tradició de cantar Abide with Me a les finals de la FA Cup va començar en este moment.

### Desenvolupaments dels anys seixanta

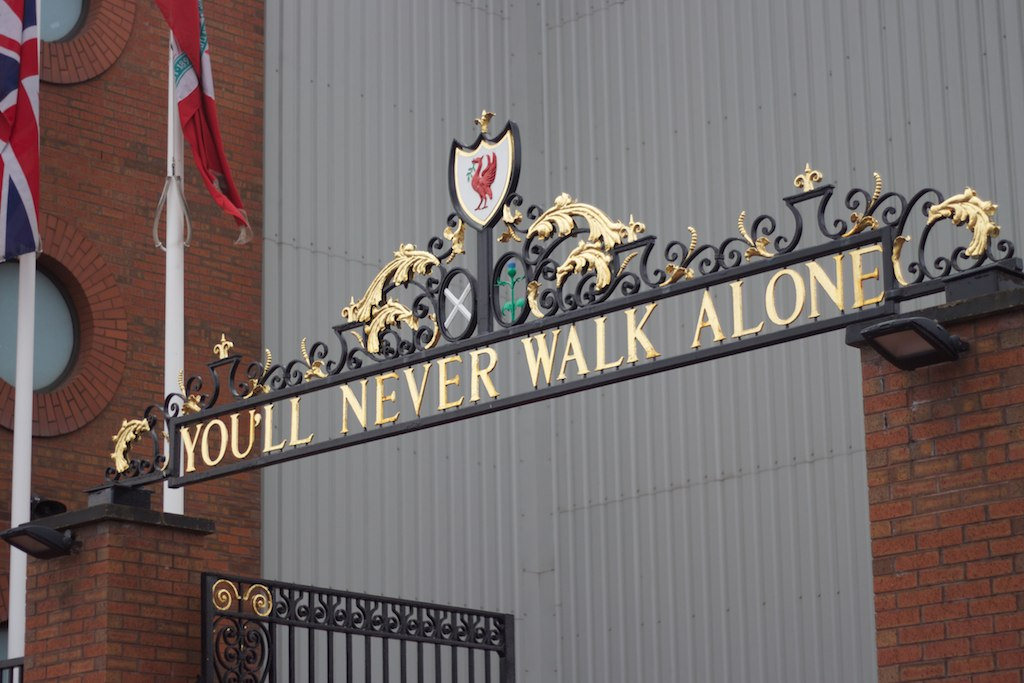
La cançó You'll Never Walk Alone s'ha convertit en l'himne del club per al Liverpool FC.

Tot i que diversos elements dels cants de futbol ja estaven presents al començament, va ser als anys seixanta quan la naturalesa dels cants de futbol va començar a canviar i els cants de futbol moderns van sorgir per convertir-se en una part integral de la cultura i l'experiència dels aficionats. El catalitzador del canvi pot ser a causa de diversos factors; un suggeriment és el creixement i l'evolució de la cultura juvenil en aquest període que, juntament amb la música popular, es va començar a reproduir mitjançant el sistema d'anuncis públics en partits en lloc de bandes de música, va animar els aficionats a començar el seu propi cant basat en melodies populars. Un altre suggeriment és la barreja de cultures d'aficionats de diferents països a través de competicions internacionals de futbol que es van començar a transmetre internacionalment; l'exposició als càntics continus per part d'aficionats sud-americans i italians durant els Mundials de 1962 i 1966 pot haver animat els aficionats britànics, que abans eren més reservats a fer el mateix. També van recollir diferents tipus de cants d'altres països; Els aficionats del Liverpool, per exemple, poden haver utilitzat un cant brasiler Brasil, cha-cha-cha de l'emissió televisiva de la Copa del Món de 1962 i el van convertir en el Li-ver-pool, [clap, clap, clap].
Els cants es van fer més extensos a la dècada del 1960 i les cançons populars van esdevenir cada vegada més habituals com a base dels cants a mesura que els aficionats van adaptar estes cançons per a reflectir situacions i esdeveniments rellevants per a ells. Cantant el nom de l'equip, van començar a prevaler els càntics per a jugadors i directius. Els seguidors del Liverpool, especialment els del Kop, eren coneguts per modificar cançons a principis dels anys seixanta per adaptar-los als seus propis propòsits, i la pràctica es va estendre ràpidament als aficionats d'altres clubs que van crear les seues pròpies versions després d'escoltar-los. Els seguidors del Liverpool, per exemple, van honrar al seu jugador Ian St John amb When the Saints Go Marching In, una cançó que també va ser adoptada per altres clubs. Els aficionats de molts clubs tenen ara un ampli repertori de cants en constant evolució, a més d'un nombre menor de cançons estretament relacionades amb el seu club.
Un aspecte més controvertit d'este període de canvis va ser que els càntics abusius dirigits a equips o aficionats rivals també es van generalitzar. Poden ser burles i insults dirigits a equips o jugadors de l'oposició per desaconsellar-los, o cants obscens o calumniants dirigits a individus. Una mostra de cants de futbol anglesos a finals dels anys setanta va trobar que este tipus de cants eren els més nombrosos. També es poden fer amenaces de violència contra els seus rivals amb cants; tot i que poques vegades es van dur a terme aquestes amenaces, es van produir baralles que, juntament amb el creixent nivell de hooliganisme del període, van donar a les amenaces un avantatge real. Alguns insults són de naturalesa racial; per exemple, els cants antisemites dirigits a Tottenham Hotspur FC començar als anys seixanta, també contra el club argentí Atlanta (que se sentia habitualment als anys seixanta però pot haver començat ja als anys quaranta), i contra l'Ajax als anys setanta. Els insults racistes dirigits a jugadors negres van començar a escoltar-se als anys setanta i huitanta a Anglaterra i Espanya, quan els jugadors negres van començar a aparèixer a les seues lligues cada vegada més. Les preocupacions pel caràcter abusiu d'alguns d'aquests cants van portar posteriorment a mesures a diversos països per controlar-los, per exemple, el govern britànic va convertir els cants racistes i indecents en un delicte al Regne Unit el 1991. A Itàlia, la llei Mancino s'ha utilitzat per processar als aficionats que incitaren al racisme. Malgrat els esforços per evitar que es propaguen, alguns cants segueixen sent un problema a tot el món, com el cant Eh puto utilitzat pels aficionats mexicans, i els cants racistes a molts països.

### Propagació internacional
A mesura que l'esport del futbol es va anar estenent a altres països, també ho va fer la seua cultura relativa als cants del futbol. No obstant això, molts països han desenvolupat una tradició pròpia de cançons i cants de futbol; per exemple, la majoria de clubs italians tenen els seus propis himnes oficials, sovint escrits especialment per al club per un destacat cantant o compositor que és fan del club. Molts països també tenen cants de futbol que daten de principis del segle xx, i els cants de futbol creats a diferents països poden ser específics de la cultura local. Els cants on s'aplaudeix amb les mans ja eren populars a països sud-americans com el Brasil abans que es difongueren a altres països. Alguns cants es van originar en altres esports; per exemple, el càntic two, four, six, eight! que es feia servir als esports als Estats Units des de principis del segle XX va ser adoptat pels aficionats al futbol al Regne Unit a la dècada del 1950. Es creu que el cant Olé, provinent de les corregudes de bous, es va utilitzar per primera vegada al Brasil per a Garrincha el 1958, i una versió diferent, l'Oé, Oé, Oé, es va escoltar per primera vegada el 1982, quan la Reial Societat guanya la lliga, i es va popularitzar en la lliga, mentre que una altra versió es va estendre ràpidament per Europa el 1986 i es va popularitzar a tot el món. El càntic original era en euskera, Campeones, hobe, hobe, hobe; adaptant-se posteriorment com Oé a la resta de l'estat, i com Olé a la resta del món.
A mesura que els aficionats al futbol viatgen a altres països en partits internacionals i les transmissions internacionals de partits de futbol són habituals, els aficionats de tot el món comencen a recollir cants d'altres clubs i països, i alguns cants s'estenen d'una manera orgànica i es popularitzen a nivell internacional. Un exemple és el cant basat en Seven Nation Army de The White Stripes: va ser adoptat per primera vegada pels fanàtics del club belga Brugge KV el 2003, el van recollir els aficionats italians i es va convertir en un himne no oficial per a la selecció de futbol d'Itàlia a la Copa Mundial de la FIFA 2006, després de la qual es va estendre a altres clubs i selecció de tot el món, així com més enllà del futbol, a altres esports i esdeveniments.
A causa de la propagació, també ocorre que cada vegada més moltes aficions canten les mateixes cançons que les aficions d'altres grups, produint-se certa uniformització. Hi ha casos de melodies que són cantades per aficions de trenta països diferents.

## Tipologies
Existeix una gran varietat de cants de futbol, alguns dels més populars es poden agrupar en els tipus següents:
- Himnes: són cançons que estan estretament associades a un club i que solen cantar els aficionats per expressar la seua identitat col·lectiva. A diferència d'altres tipus de cants que són variacions d'altres existents i àmpliament utilitzats, estes cançons solen ser exclusives d'un determinat club. L'exemple més conegut pot ser You'll Never Walk Alone cantat pels aficionats del Liverpool, tot i que també ha estat adoptat per alguns altres clubs com el Celtic i el Borussia Dortmund.[51] Uns altres himnes destacables són Blue Moon (Manchester City), I'm Forever Blowing Bubbles (West Ham), No one likes us, we don't care (Millwall),[50] Stern des Südens (Bayern Múnic), i el Cant del Barça (FC Barcelona).[52] Alguns himnes estan escrits especialment per al club, per exemple Marching On Together per al Leeds United FC i, més recentment, Hala Madrid y nada más per al Reial Madrid,[53] però moltes són cançons populars que, per qualsevol motiu, s'han identificat amb un club.
- Compromís amb l'equip: Són un tipus de càntic que es presenta de diverses formes. Poden ser expressió d'orgull o lleialtat en el club o equip o identitat com a aficionats del club. En la seua versió més simple, els càntics només poden ser repeticions del nom de l'equip, sovint amb aplaudiments, o altres variacions amb poques paraules més. També hi ha cançons que es canten habitualment entre els aficionats, com ara When the Saints Go Marching In, amb la lletra modificada per afegir el nom del club o d'un jugador.

Els càntics també poden elogiar l'equip, jugadors individuals o directius. Normalment s'utilitzen cançons populars com a base, per exemple, cantant la melodia de Guantanamera però amb el nom d'un jugador, o l'Oé, Oé, Oé seguit del nom d'un jugador. L'afició del València CF cantà Guantanamera, amb la lletra Sois San Marino, vosotros sois San Marino, per a fer burla de la derrota per 6-0 que el Reial Madrid patí a Mestalla en la Copa del Rei de 1999. Entre els càntics que elogien el nom d'un club destaca el sud-americà Vamos. Poden ser expressió de confiança i optimisme, cosa que suggereix quan l'equip guanyarà un partit, la lliga, ascendirà o guanya una eliminatòria important. També pot haver-hi expressions d'insatisfacció, com ara crítiques a l'equip quan tenen un mal rendiment, o demanar la dimissió del directiu i, ocasionalment, contra el propietari del club.
- Insults, amenaces o expressions d'odi o burla dirigides als oponents: hi ha grans variacions en este tipus de cants. Els càntics poden dirigir-se a l'equip, com per exemple Stand up if you hate [nom de l'equip rival], que es canta amb el ritme de Go West.[58] La cançó dels Pet Shop Boys es feia servir com a càntic de compromís amb l'equip per part dels aficionats del PSG, però a un partit de 1994 els aficionats de l'Arsenal FC feren una burla en referència al marcador favorable a ells.[58] Des d'aleshores, la cançó quedà en el repertori dels aficionats de Highbury i es va estendre a altres estadis.[58] Amb cançons folklòriques com a base, els aficionats del València CF feien burla de Pirri, futbolista del Reial Madrid, amb la melodia d'una cançó de pasqua, la tarara.[48]
- Entre els càntics de burla destaca el Decíme que se siente, amb la melodia de Bad Moon Rising, de Creedence Clearwater Revival, i nasqué a l'Argentina arran del descens de River Plate, com a burla dels aficionats de Boca.[59] Arran de la derrota del Brasil per 7-1 a les semifinals del Mundial 2014, els aficionats argentins feren una nova versió, que s'escampà internacionalment.[59][60] Posteriorment els aficionats del Reial Madrid l'utilitzarien contra l'Atlético,[61] i els del Celta contra el Deportivo de la Coruña.[62]
- Els cants poden estar dirigits a jugadors o directius individuals, que poden ser satírics o ofensius i obscens. Per exemple, Who Ate All the Pies? s'utilitza al Regne Unit contra un jugador considerat gros,[63] o cants racistes dirigits a jugadors negres.[31] De vegades, els cants poden reflectir notícies o fets d'actualitat protagonitzats per jugadors o directius o poden ser acusacions inventades contra ells que es poden cantar de manera humorística o ofensiva.[19]
- Els cants poden dirigir-se als aficionats o als estadis dels adversaris,[64] i també pot referir-se a esdeveniments de la història del club dels seus rivals, de vegades de manera molt ofensiva.[65][66] Els aficionats també poden fer servir paròdies dels himnes dels seus rivals, per exemple, cantant Mai no aconseguiràs faena, amb la melodia de You'll never walk alone, que es popularitzà en un moment en què hi va haver un alt nivell d'atur a Liverpool.[50][67]
- Les reaccions a esdeveniments ocorreguts al terreny de joc o fora del terreny de joc, poden utilitzar-se per a celebrar o per a increpar als rivals, l'àrbitre,[68] o la policia.
- Cants atmosfèrics: sons destinats a crear interés o emoció en el joc sense cap missatge específic.

## Cants parlats

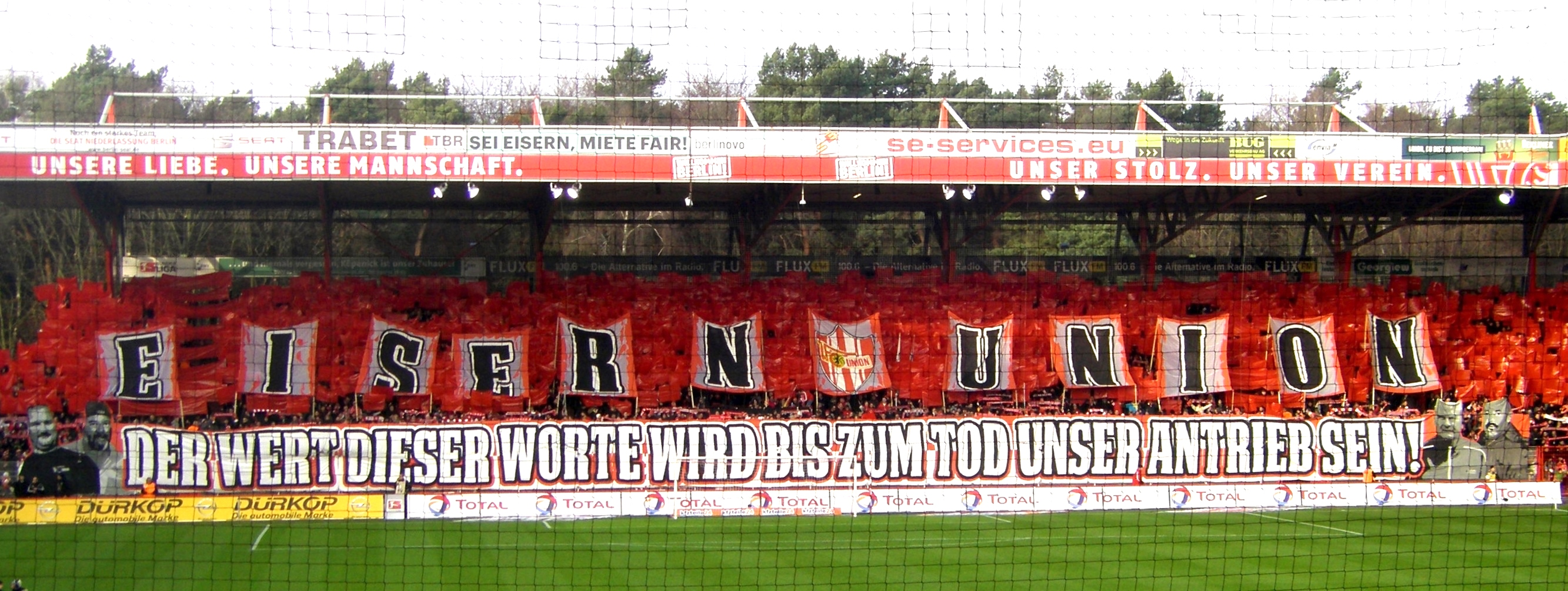
Els seguidors del club de futbol FC Union Berlin és conegut pel seu cant Eisern Union (Unió de Ferro).

Alguns càntics són parlats, de vegades acompanyats de percussió. Poden consistir simplement en repetir el nom de l'equip i/o paraules d'ànim. Els cants també poden tenir un format de cridada i resposta. Per exemple, els seguidors de la selecció de futbol de Xile fan una rutina mitjançant la qual un grup de seguidors crida "Chi-Chi-Chi" i un altre grup respon "Le-Le-Le".
Popularitzat als Jocs Olímpics de Sydney i utilitzat pels seguidors del futbol australià a tot arreu hi ha el cant Aussie Aussie Aussie, Oi Oi Oi entre dos grups de seguidors. És una derivació del cant de rugbi gal·lès Oggy Oggy Oggy, que també va ser adaptat pels aficionats del Chelsea FC en homenatge a Peter Osgood. Un càntic clàssic del futbol anglés és Zigger Zagger, que fins i tot donà nom a una obra de teatre sobre hooligans. El càntic creat pel cèlebre Mick Greenaway, estava inspirat en l'Oggy Oggy Oggy dels miners gal·lesos, i és un clàssic del repertori del Chelsea FC. A l'Estat Espanyol fon popularitzat per Decibelios, a la cançó Voca de Dios. Pep Guardiola la va intentar cantar, sense èxit a les celebracions de la Recopa del 1997, i posteriorment, com a entrenador en altres celebracions.

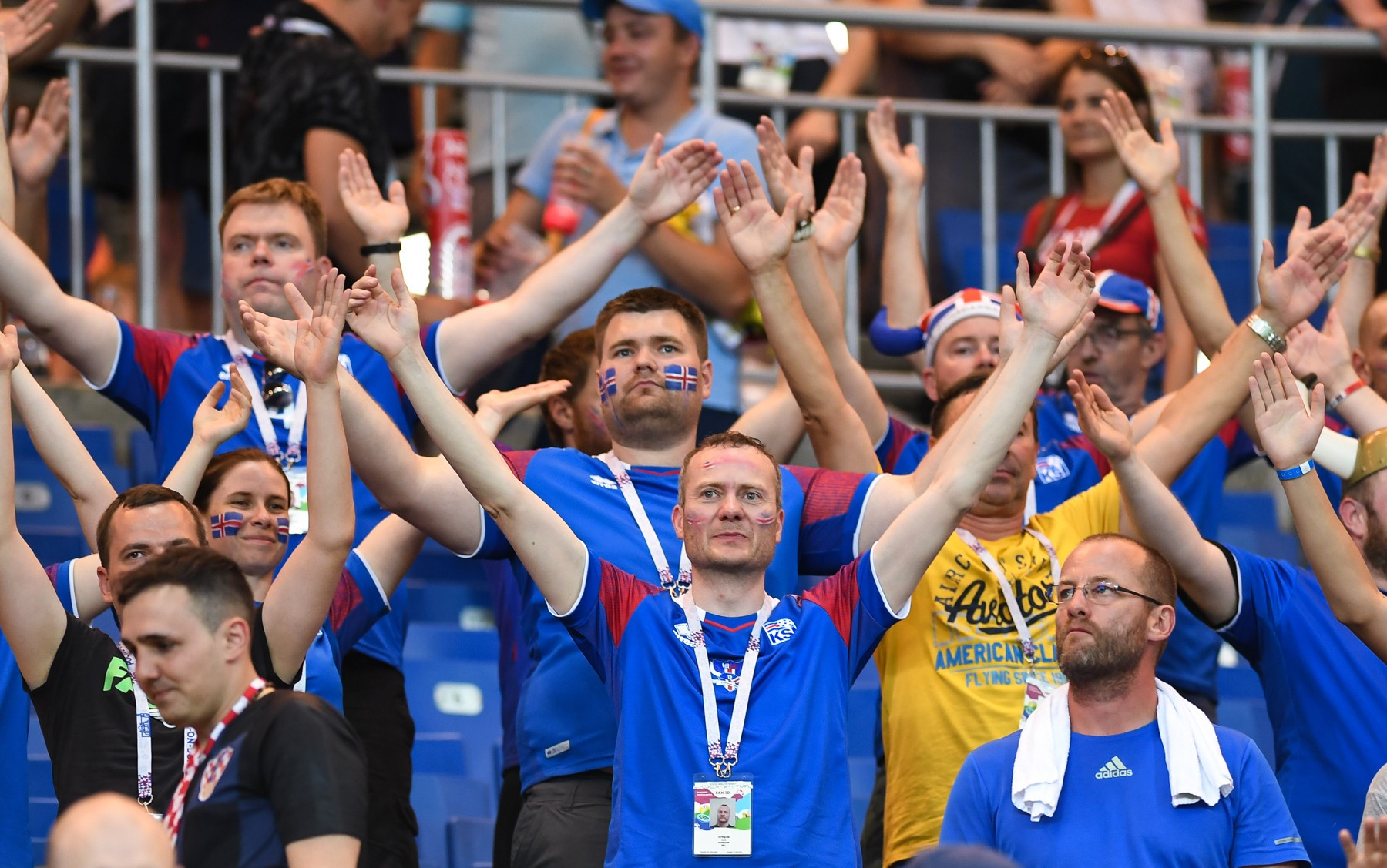
Aficionats islandesos que fan el Viking Thunder Clap

Alguns cants consisteixen simplement en un crit fort o un crit amb un aplaudiment, de vegades dirigit per un colp a un tambor que cada vegada és més ràpid, com ara el Viking Thunder Clap popularitzat pels aficionats d'Islàndia. Aficionats d'equips com Motherwell i Lens han interpretat cants similars, i des de 2008, els aficionats de clubs nord-americans com Seattle Sounders i Toronto han utilitzat una versió anomenada Boom Boom Clap, així com de les seleccions nacionals nord-americanes.

### Cants de lluita
You Gonna Get Your Fucking Head Kicked In, i variacions, és un càntic anglés que també s'utilitza com a cas pràctic en psicologia i sociologia. El cant s'utilitza sovint com un cant intimidatori cap als aficionats contraris en lloc de com una amenaça real de violència, però hi ha hagut diverses ocasions en què ha provocat una baralla entre aficions. El cant s'utilitza de vegades després que el rival faça gol. Ara es considera un cant passat de moda amb poc ús actual a la cultura del futbol anglès tot i ser d'ús comú als anys setanta i huitanta.

## Cants basats en himnes i música clàssica
Diversos cants de futbol es basen en himnes, sent Cwm Rhondda, una de les cançons més populars a l'hora de crear cants al Regne Unit.
Diversos equips han utilitzat el cant Glory Glory (utilitzat per aficionats d'equips com el Tottenham Hotspur, Leeds United, Manchester United), basat en la melodia de l'Himne de batalla de la República. Hibernian fou el primer equip que va popularitzar la cançó amb la publicació d'un disc de Hector Nicol a la dècada de 1950.
The Stars and Stripes Forever es canta sovint amb les paraules Here We Go, també a fora dels estadis, i es considera un dels himnes de la classe treballadora britànica. A Mestalla, s'ha utilitzat amb Xe que bo.
Molts cants i cançons del futbol coincideixen amb La donna è mobile de l'òpera Rigoletto de Giuseppe Verdi, per exemple, el cant dels aficionats del Derby County en honor de Fabrizio Ravanelli de We've got Fabrizio, you got fuck allio.
Els tifosi italians utilitzen diverses àries operístiques, especialment les de Giuseppe Verdi, per als cants. Per als partits de casa del Parma a l'Stadio Ennio Tardini, durant l'entrada dels equips al camp, la marxa triomfal d'Aida ressona, ja que Verdi és un símbol de la ciutat.
Els aficionats italians del Torino canten el seu característic Toro alè amb la melodia de l'himne francés La Marsellaise. El tema de l'himne es va popularitzar per primera vegada com un cant de la corba sud de l'AS Roma després d'una victòria per 3-1 contra la Juventus FC el 30 de gener de 1977. L'himne també ha estat modificat pels seguidors de RC Lens.
Els aficionats francesos del PSG canten una interpretació de Flor d'Escòcia.

## Cants basats en cançons populars i espirituals
Alguns cants es basen en espirituals. Els aficionats utilitzen No serem moguts i He's Got the Whole World in His Hands. Un exemple de l'ús de la darrera va ser el càntic He's got a pineapple on his head dirigit a Jason Lee pel seu pentinat distintiu. La cançó va ser popularitzada més tard pel programa de televisió Fantasy Football League. No serem moguts va ser introduïda a Mestalla per Gol Gran.
Les nadales també s'han utilitzat com a càntics com el tema O Tannenbaum per part dels aficionats del Manchester United FC o del Chelsea FC.
La melodia de la cançó Shaker Simple Gifts ha generat molts càntics futbolístics, incloent-hi Carefree, un cant associat al Chelsea FC, encara que originalment van ser els aficionats de Chesterfield qui van adaptar-ho. També es va utilitzar per a una cançó del Tottenham que es burlava de Sol Campbell després del seu trasllat a l'Arsenal FC el 2001, i va ser cantada pels aficionats del Manchester United, en honor de Park Ji-Sung. The Fields of Athenry és un himne àmpliament utilitzat pels aficionats a l'esport irlandès, que es canta sobretot en partits de rugbi i futbol. La cançó va ser adoptada i reelaborada pels aficionats del Liverpool com The Fields of Anfield Road.
La melodia de Bella ciao és sovint utilitzada com a cant pels grups ultres italians d'equips com la Salernitana, Cosenza Calcio, AS Livorno, i també fora d'Itàlia pels seguidors d'Aris Thessaloniki, AEK Athens FC o Paris Saint-Germain FC, així com pel grup Timbers Army de l'equip de la MLS Portland Timbers. La cançó també va ser adaptada pels aficionats brasilers durant la Copa del Món de 2018 per a provocar i burlar-se de l'Argentina fent referència a una possible eliminació en la primera ronda, cosa que finalment no es va produir, amb referències als jugadors argentins Di María, Mascherano i Messi, aprofundint en la coneguda rivalitat futbolística entre els dos equips.

## Cants basats en la música popular
La música dels anys seixanta va influir en els cants de les graderies. Ring of Fire de Johnny Cash i That's Amore de Dean Martin han sigut utilitzades per diversos grups. Lola de The Kinks i Hi Ho Silver Lining de Jeff Beck han sigut adaptats per diversos clubs, entre els quals destaquen Aston Villa, Sheffield Wednesday i Wolverhampton Wanderers FC. Cançons que han servit com a base de molts càntics són All You Need Is Love, Hey Jude i Yellow Submarine dels Beatles. Les cançons dels musicals han esdevingut molt populars com a cants de futbol, com ara Chim Chim Cher-ee del musical Mary Poppins de 1964. Algunes cançons antigues es van popularitzar com a cants de futbol més tard, per exemple, la cançó veneçolana Moliendo Café, popular a principis dels anys seixanta, es va utilitzar per primera vegada com a cant a l'Argentina a finals dels anys setanta, que es va estendre a Itàlia el 2006, coneguda com Dale Cavese, i després a clubs de tot el món.
L'aparició del funk i la música disco als anys setanta també va deixar la seva empremta a les grades amb cançons com Go West de Village People i Oops Up Side Your Head de The Gap Band. Ain't Nobody de Rufus i Chaka Khan ha estat utilitzat pels aficionats de l'Arsenal i d'altres. La música popular als anys huitanta i noranta també s'utilitza molt. Hi ha cants basats en cançons com Just Can't Get Enough de Depeche Mode, Love Will Tear Us Apart de Joy Division, Pop Goes the World de Men Without Hats, la cançó de Band Aid Do They Know It's Christmas?, Papa's Got a Brandnew Pigbag de Pigbag i This Is How It Feels d'Inspiral Carpets. Altres cants basats en cançons són Football is coming home, l'himne oficial d'Anglaterra per a l'Euro '96 i la cançó de Manic Street Preachers If You Tolerate This Your Children Will Be Next.
De cançons més recents hi ha Seven Nation Army, de The White Stripes, que es va fer molt popular entre aficions d'arreu del món. Diverses cançons es van fer populars a la dècada de 2010, un exemple va ser Freed from Desire, que s'utilitza per a animar a diferents jugadors, com Will Grigg's on Fire, i posteriorment es va utilitzar per a altres com Vardy's on Fire i Grizi's on Fire. Una cançó disco italiana L'estate sta finendo es va popularitzar entre clubs europeus com el Nàpols, la Juventus FC, el Porto, l'Atlètic de Madrid i d'altres com Un giorno all'improvviso, que després va recollir els aficionats del Liverpool, que van crear la seua pròpia versió com Allez Allez Allez per a la UEFA Champions League 2017–18, i es va estendre a altres clubs britànics la temporada següent. A finals de 2017, September, d'Earth, Wind & Fire tingué un gran impacte als estadis anglesos.
Al repertori del València CF hi trobem càntics creats al Gol Gran amb les melodies de cançons com Camino Soria, de Gabinete Caligari; Un beso y una flor, de Nino Bravo o Quisiera Ser, del Dúo Dinámico, entre d'altres.
A Itàlia hi ha una versió de Sarà perché ti amo, de Ricchi e Poveri, popularitzada pels aficionats de l'AC Milan, i posteriorment adaptada per aficionats del FC Barcelona. Un altre càntic que l'afició barcelonista adaptà d'Itàlia és L'estate sta finendo, de Righeira, creada pels fans de l'L'Aquila Calcio 1927, i posteriorment popularitzada pels aficionats del Nàpols, i del Liverpool.

## Cançons basades en jingles publicitaris, cançons infantils i sintonies
Les aficions també adapten melodies de la cultura popular contemporània. La melodia de When Johnny Comes Marching Home ha servit com a base per a càntics com ara His Armband Said He Was a Red, cantada pels aficionats del Liverpool en honor a Fernando Torres mentres jugava al club. Els seguidors del Chelsea FC van adaptar el cant quan Torres va ser traspassat al club de Londres el 2011, amb He's now a Blue, he was a Red. La sintonia del programa de televisió Z-Cars s'ha utilitzat a Goodison Park, camp de l'Everton FC, des del 1962.
Altres temes musicals que s'han utilitzat com a càntics són Heartbeat i The Banana Splits.

## Cançons específiques d'un club
Alguns equips de futbol també tenen cançons que tradicionalment canten els seus seguidors. La cançó You'll Never Walk Alone de Carousel està molt relacionada amb el Liverpool. El 1963, la cançó va ser versionada pel grup de Liverpool Gerry and the Pacemakers, cosa que va provocar l'adopció de la cançó pel Kop. Per aquelles dates, els aficionats del Spion Kop d'Anfield acostumaven a cantar cançons famoses de l'època, i l'equip de càmeres del programa de la BBC Panorama va enregistrar-ho el 1964. Un any després, quan el Liverpool es va enfrontar al Leeds a la final de la FA Cup, es aficionats desplaçats van cantar la mateixa cançó i el comentarista de partit Kenneth Wolstenholme va considerar-la la sintonia del Liverpool.
| "No One Likes Us"                                                                      |
|                                                                                        |
| No one likes us, we don't care, cantada pels aficionats del Milwall al Cold Blow Lane. |
|                                                                                        |

Es considera que els aficionats del West Ham United van adoptar la cançó I'm Forever Blowing Bubbles a Upton Park a mitjans de la dècada del 1920, encara que no existeix cap registre d'ús de la cançó als estadis fins al 1940.
Marching on Together és interpretat i cantat a Elland Road pels seguidors del Leeds United FC, i és una de les poques cançons escrites específicament per al club de futbol en qüestió, sent una composició original de Les Reed i Barry Mason. Va ser llançat per primera vegada com a cara B del single Leeds United, coincidint amb la final de la FA Cup del 1972.
El Manchester City ha estat fortament associat amb la clàssica cançó popular Blue Moon des de finals dels anys huitanta. La cançó és ara una part consolidada i oficial de la marca i la cultura del club.
Els aficionats de l'Arsenal FC van adoptar la cançó dels Village People, Go West, fent servir les paraules 1-0 to the Arsenal, com a referència a l'estil de futbol defensiu del club amb l'entrenador George Graham. De vegades, les aficions rivals han utilitzat el càntic irònicament, per fer burla de l'estil de joc defensiu de l'equip. La melodia també la fan servir els partidaris de Leyton Orient amb les paraules Stand Up for The Orient.
Sailing, cançó dels germans Sutherland, però popularitzada per Rod Stewart, és una cançó que canten els aficionats del Chesterfield. Més famosa és la versió del Millwall FC, amb un tempo molt més ràpid que el de la melodia original per al famós cant No One Likes Us. D'altra banda, els aficionats del Birmingham City adoptaren la icònica Keep Right on to the End of the Road de Sir Harry Lauder a la final de la FA Cup del 1956.
Els aficionats del Tottenham Hotspur FC canten Can't Smile Without You de Barry Manilow, els del Brighton & Hove Albion ho fan amb Good Old Sussex by the Sea, i els de l'Stoke City ho fan amb Delilah, de Tom Jones, des dels anys huitanta.

## Cançons i cants específics d'un país
Vamos, vamos, Argentina és un himne d'estadi cantat per aficionats argentins a l'inici dels partits de la selecció. A la Copa del Món de 2014, es feu popular el càntic satíric Brasil Decime Qué Se Siente, cantat amb la melodia de Bad Moon Rising deCreedence Clearwater Revival, i adaptant un càntic de San Lorenzo de Almagro.
Cielito Lindo és una cançó cantada pels aficionats mexicans com un himne nacional no oficial. Al Brasil, els aficionats de la selecció canten Eu Sou Brasileiro. Els de la selecció espanyola canten Yo soy Español, amb la tonada de Kalinka des d'una victòria contra Rússia a l'Euro 2008. També canten la cançó de Manolo Escobar Que Viva España.
Les cançons que solen cantar els aficionats de la selecció nacional d'Anglaterra són Here We Go (amb Anglaterra enunciat com a tres síl·labes Eng-ger-land), i Football's Coming Home, entre d'altres. Algunes cançons estan dirigides contra equips específics, com ara Ten german bombers, que normalment es canta en els partits contra Alemanya. Allez Les Bleus! s'utilitza per animar la selecció francesa.
Els aficionats de la Selecció de futbol de Gal·les han adoptat la cançó Can't Take My Eyes Off You de Frankie Valli com a himne des de 1993. Contigo Perú és una cançó famosa que sovint canten els aficionats al futbol peruà durant els partits de la selecció. Vamos també és un cant popular que utilitzen diversos països llatinoamericans. No s'ha de confondre amb Vamos Argentina, basada en Contagiate Mi Alegría. Soy Celeste és cantada pels uruguaians en referència a la seua bandera nacional.

## Càntics a l'Argentina
Eduardo Herrera suggereix que el cant de futbol a l'Argentina permet als participants crear valor i donar sentit a la idea de aguante, concepte que esdevé central en la construcció d'una masculinitat ideal. A la pràctica, l'Aguante forma part d'un discurs masculí que divideix el món entre homes reals i no homes. Garriga Zucal i Daniel Salerno han identificat tres signes principals d'Aguante. El primer és animar sempre, que significa donar suport a l'equip durant tot el partit saltant o cantant, fins i tot amb mal temps o amb l'equip jugant malament. En segon lloc, per mostrar un aguante, un home ha de presentar-se a tots els partits, inclosos els disputats fora de casa que requereixen viatges llargs i incòmodes. En tercer lloc, un aficionat ha de suportar la confrontació per demostrar un aguante, ja siga cantant a aficionats contraris o a través de baralles físiques.
Els càntics o cantitos és una manera important que les barres braves, o els grups d'aficionats més militants, puguen demostrar-se aguante. Les barres braves, també conegudes com a hinchada militante, es mantenen al llarg del joc darrere de la porteria i canten tot el temps. Aquests grups porten instruments als partits per sincronitzar el cant. L'instrument més destacat és el bombo con platillo, que és un bombo gran amb un diàmetre de 22-24 polzades. Els bombos amb platillo solen estar decorats amb els colors i el nom de l'equip i el nom del grup, que és diferent del nom de l'equip. Tot i que els bombistes sempre provenen de les pròpies barres braves, a causa de l'habilitat avançada que es necessita per a tocar els instruments, a voltes algunes barres contracten intèrprets externs per tocar durant un partit.
Un tocador de bombo serveix com a líder del grup, ja que dirigeix l'animació amb moviments de braços exagerats que són acompanyats pel càntic introduit per un altre líder. Es coordinen donant pistes verbals o visuals o simplement iniciar un cant independentment i esperar que seguisca la resta.